# Maman a tort (film)
Pour les articles homonymes, voir Maman a tort.
Pour plus de détails, voir Fiche technique et Distribution.
Maman a tort est une comédie dramatique franco-belge réalisée par Marc Fitoussi, sortie en 2016.

## Synopsis
Anouk, élève de collège, passe son stage de troisième dans la société d'assurance de sa mère Cyrielle Lequellec. Remisée à des tâches subalternes par des employées indélicates, elle ne tarde pas à s'ennuyer. Un jour, elle assiste à une plainte d'une assurée, Nadia Choukri, qui ne comprend pas pourquoi elle ne reçoit pas l'assurance-vie de son mari après son décès. Anouk constate que sa mère Cyrielle étudie le dossier de Nadia avec peu d'attention et de complaisance. Choquée par l'injustice faite à cette femme, elle va mener sa petite enquête pour essayer de lui venir en aide, car elle la sent menacée de se retrouver SDF avec ses deux enfants. Elle accède subrepticement au dossier et fait des découvertes sur les pratiques de la société d'assurance et de sa mère.

## Fiche technique
- Titre : Maman a tort
- Réalisation : Marc Fitoussi
- Scénario : Marc Fitoussi
- Musique : Pascal Mayer
- Montage : Damien Keyeux
- Photographie : Laurent Brunet
- Décors : Françoise Dupertuis
- Costumes : Marité Coutard
- Producteur : Caroline Bonmarchand
- Production : Avenue B Productions
  - Coproduction : Versus Production, SND, France 3 Cinéma, RTBF et Proximus
  - SOFICA : SofiTVciné 3
- Distribution : SND
- Pays d'origine :  France et  Belgique
- Durée : 110 minutes
- Genre : comédie dramatique
- Dates de sortie :
  -  France :
    - 24 août 2016
    - 9 novembre 2016

## Distribution
- Jeanne Jestin : Anouk, l'adolescente stagiaire
- Émilie Dequenne : Cyrielle Lequellec, la mère d'Anouk
- Nelly Antignac : Bénédicte, une des employées de l'assurance
- Camille Chamoux : Mathilde, une des employées de l'assurance
- Annie Grégorio : Simone, la collègue de Cyrielle avec l'accent du sud
- Sabrina Ouazani : Nadia Choukri, la mère de famille en contentieux avec l'assurance
- Jean-François Cayrey : Etienne Blanchard, le chef de bureau de Cyrielle
- Grégoire Ludig : le père d'Anouk
- Stéphane Bissot : Perrine
- Laetitia Spigarelli : Constance
- Audrey Quoturi : Tatiana
- Joshua Mazé : Émile, le stagiaire postier de l'assurance
- Lucie Fagedet : Clarisse, une autre stagiaire de l'assurance